# Bosznia-hercegovinai labdarúgó-szövetség
A Bosznia-hercegovinai labdarúgó-szövetség (Bosnyákul: Nogometni/Fudbalski Savez Bosne i Hercegovine, N/FSBiH). Bosznia-Hercegovina nemzeti labdarúgó-szövetsége. 1992-ben alapították. A szövetség szervezi a bosznia-hercegovinai labdarúgó-bajnokságot, valamint a bosznia-hercegovinai kupát. Működteti a bosznia-hercegovinai labdarúgó-válogatottat, valamint a bosznia-hercegovinai női labdarúgó-válogatottat. Székhelye Szarajevóban található.